# Нилова Пустынь (курорт)

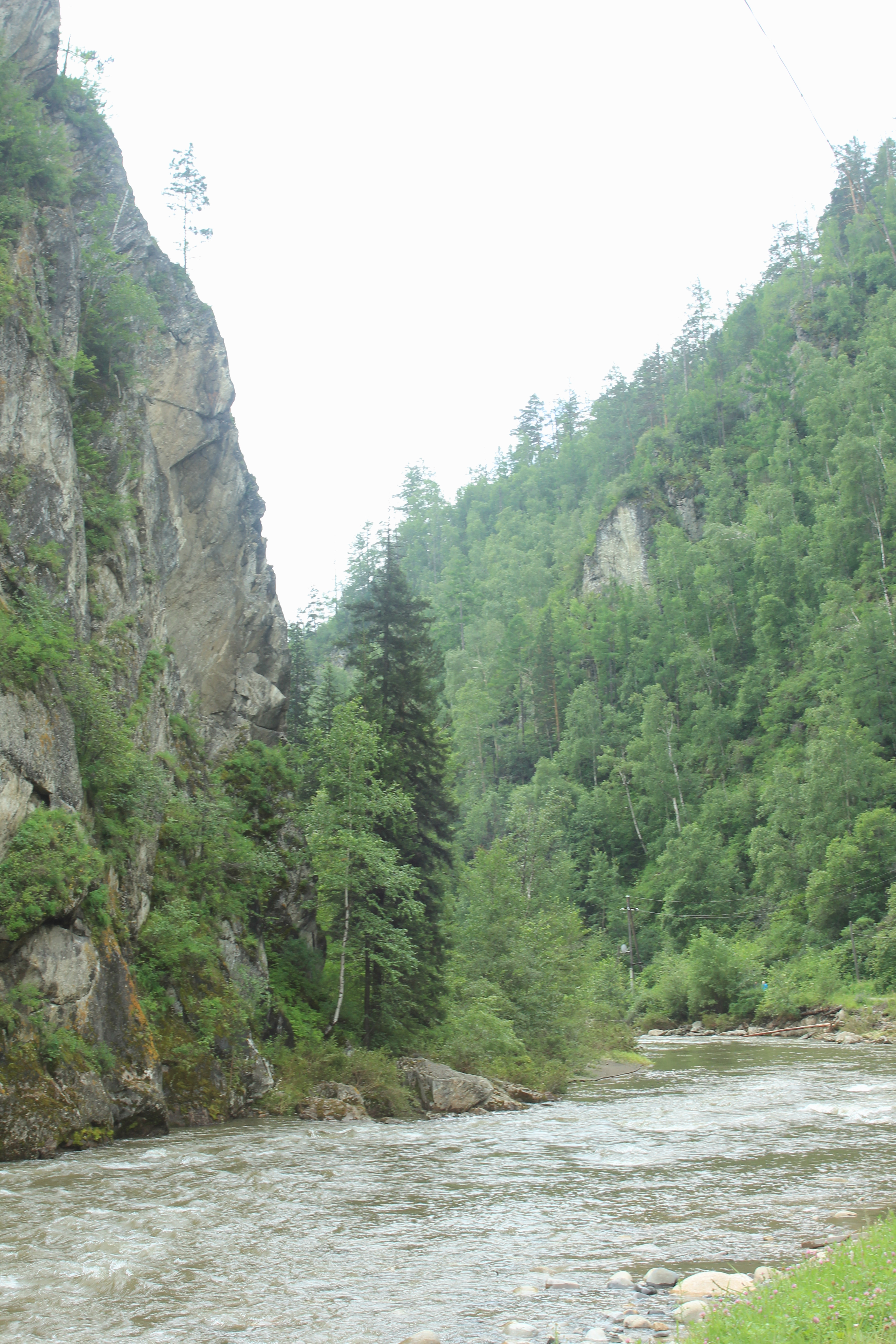
Ущелье Нилова Пустынь, река Ихэ-Ухгунь

Ни́лова Пу́стынь (бур. Тураанай халуун аршаан — «Туранский горячий аршан (источник)») — бальнеологическая курортная местность в России в посёлке Ниловка (Тункинский район Бурятии).
Как курорт известна с 1840 года. Расположена в южных отрогах Восточного Саяна (в 41 км от села Кырен, в 150 км от железнодорожной станции Слюдянка) на высоте 915 м в долине реки Ихэ-Ухгунь (левый приток Иркута).
В 1845 году, после посещения источника, архиепископ Иркутский и Нерчинский Нил (Исакович) пожелал создать скит для монахов, так называемую пустынь, отсюда и пошло название курорта.
Имеется радоновый источник с термальной (41 °C) минеральной водой. Воды источника непригодны для употребления внутрь, так как содержат много кремниевой кислоты и фтора, но эффективно используются для лечения кожных заболеваний и заболеваний суставов.

## Лечение

### Показания
I. Заболевания опорно-двигательного аппарата:
- болезнь Бехтерева — спондилоартрит;
- остеохондропатии;
- деформирующий остеоартроз;
- ревматоидный артрит в неактивной фазе при возможности самообслуживания;
- артрозы и артропатии, связанные с другими заболеваниями;
- артрит травматического происхождения;
- синдром Рейтера;
- миалгии, миозиты, бурситы, тендовагиниты: инфекционные, токсические, профессиональные, травматические;
- эпикондилиты;
- контрактуры: артрогенные, Дюпюитрена, травматические, ожоговые, миогенные;
- остеомиелиты, не требующие хирургического вмешательства.

II. Заболевания и расстройства центральной нервной системы:
- неврозы, в том числе профессионального генеза;
- токсическая энцефалопатия;
- вибрационная болезнь (I—III ст.) от воздействия локальной и комбинированной вибрации, сопровождающаяся синдромом Рейно, вегетативным *полиневритом и мышечными нарушениями;
- неврастения;
- вегетативные дисфункции, обусловленные инфекцией, интоксикацией, эндокринными нарушениями;
- энцефалиты, арахноидиты по окончании периода при наличии продолжающегося восстановления функций;

отдаленные последствия черепно-мозговой травмы и травм спинного мозга, не сопровождающиеся резкими нарушениями в двигательной сфере и эпилептиформными припадками;
- состояние после дискэктомии при грыжах межпозвоночных дисков (через 6 мес. после операции);
- остаточные явления перенесенного в детстве полиомиелита;
- ДЦП (детский церебральный паралич).

III. Заболевания периферической нервной системы:
- радикулиты различной локализации;
- полиневриты;
- остаточные явления травм периферической нервной системы, не требующие хирургического вмешательства, и после него — при наличии признаков восстановительных функций.

IV. Сердечно-сосудистые заболевания:
- гипертоническая болезнь 1-И А стадии без кризов;
- ревматизм в неактивной фазе; пороки митральных клапанов с нарушением кровообращения не выше 1-й степени;
- ИБС (ишемическая болезнь сердца);
- облитерирующий атеросклероз с хроническим течением и регионарной ишемией 1-2-й степени;
- хроническая венозная недостаточность без выраженных трофических расстройств.

V. Гинекологические заболевания:
- хронические аднекситы;
- эндометрит;
- фибромиома матки не более 10 нед. величины беременности, без склонности к быстрому росту и кровотечению;
- бесплодие, возникшее в результате воспалительных заболеваний матки, труб, яичников, а также при врожденном недоразвитии матки;
- эрозия шейки матки, кольпит.

VI. Заболевания мужской половой системы:
- хронические простатиты; орхиты;
- нарушения потенции на фоне воспалительных заболеваний и функциональных заболеваний нервной системы.

VII. Заболевания кожи:
- псориаз: зимняя форма в весенне-летний сезон, летняя — в осенне-зимний сезон;
- нейродермит: диффузный и ограниченный;
- экзема истинная;
- хроническая крапивница;
- кожный зуд;
- экссудативный детский диатез.

VIII. Заболевания эндокринной системы и обмена веществ:
- диффузный зоб, тиреотоксикоз легкой степени тяжести;
- гипотиреоз;
- сахарный диабет легкой и средней степени тяжести в состоянии устойчивой компенсации;
- подагра;
- ожирение 1-й и 2-й степени, в том числе вторичные эндокринные формы;
- мочекислый диатез.

IX. Профессиональные заболевания:
- полинейропатии; вибрационная болезнь; токсические энцефалопатии;
- бронхиальная астма, пылевые бронхиты;
- профессиональные заболевания кожи;
- другие заболевания кожи у работающих во вредных условиях труда.

Детям радонотерапия показана с 5—7-летнего возраста. Заключение о необходимости санаторно-курортного лечения с профессиональными заболеваниями выдает государственная служба медико-социальной экспертизы (МСЭК) с учётом рекомендаций центра профпатологии.

### Противопоказания
- все заболевания в острой стадии, хронические заболевания в стадии обострения и осложненные острогнойными процессами;
- острые инфекционные заболевания до окончания срока изоляции;
- все венерические заболевания в острой или заразной форме;
- психические заболевания: все формы наркомании и хронический алкоголизм, эпилепсия;
- все болезни крови в острой стадии;
- кахексия любого происхождения;
- злокачественные новообразования;
- все состояния и заболевания, требующие стационарного лечения, в том числе хирургического вмешательства;
- все заболевания, при которых больные не способны к самостоятельному передвижению и самообслуживанию;
- часто повторяющиеся и обильные кровотечения;
- беременность во все сроки;
- все формы туберкулеза в активной стадии.

Пансионаты
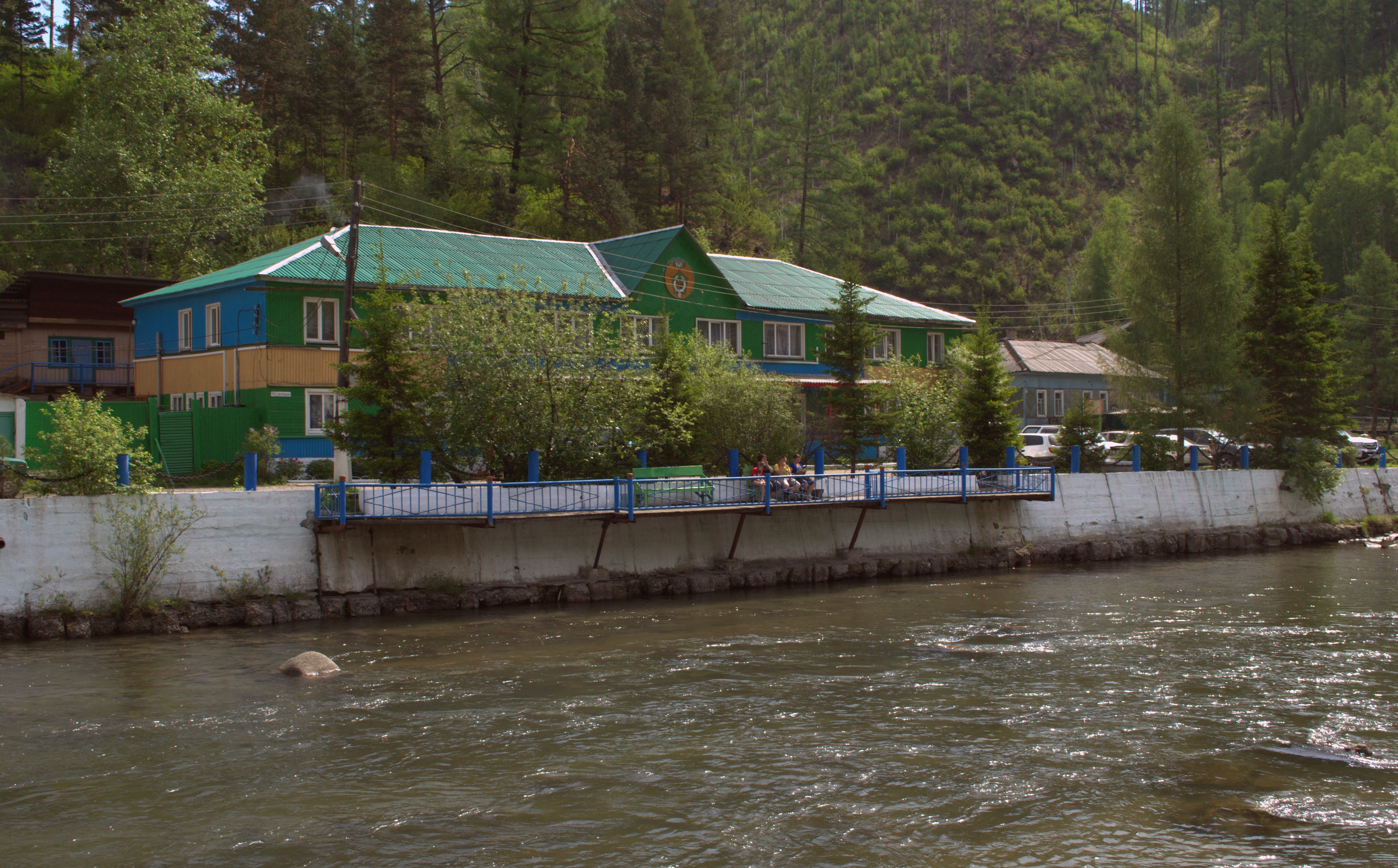
Пансионат
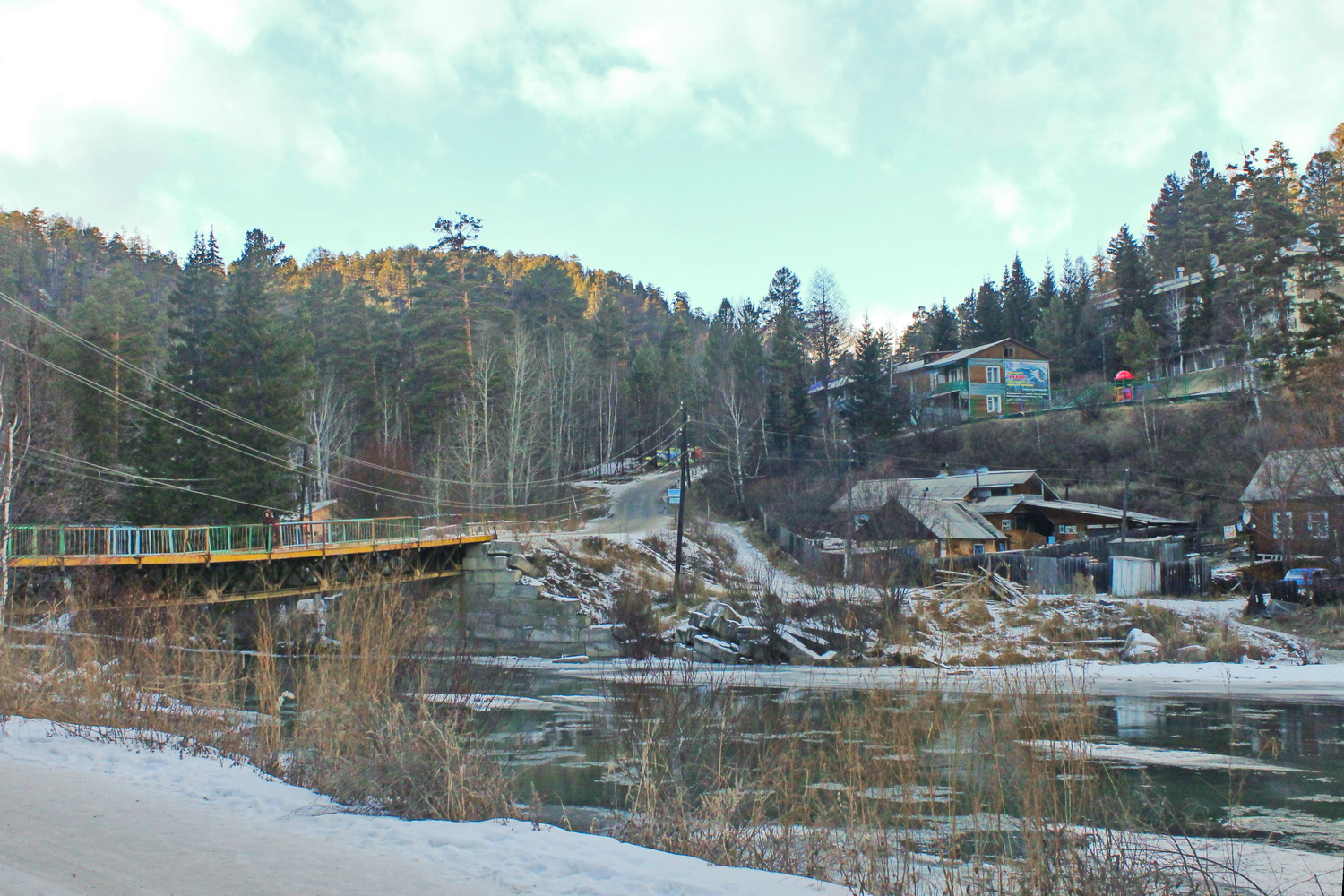
Радон

## В художественной литературе
Строительство Ниловой Пустыни описано в романе Дениса Гербера «Заблудшие».